# Општина Клокот
Општина Клокот (алб. Komuna e Kllokotit) је општина на Косову и Метохији, Република Србија. Административно је формирана по Закону о административним границама општина Скупштине Републике Косова, од 20. фебруара 2008. године. Избори за локални парламент су одржани 15. новембра 2009. године, па је званичан почетак рада општине био 8. јануара 2010. када је конституисан општински парламент. Званични језици у општини су српски и албански.
Општина обухвата насељена места и катастарске општине: Врбовац, Грнчар, Клокот и Могила. Површина општине је 2.336 ha. Општина је делимично формирана по плану Мартија Ахтисарија за децентрализацију на Косову и Метохији и требало је да створи општину са српском етничком већином на подручју општине Витина, по иницијалној верзији општина је требало да обухвата и насељена места насељена хрватским становништвом: Врнавоколо, Врнез, Летница и Шашаре, при чему би и званични назив општине био Клокот-Врбовац. Влада Републике Србије не признаје ову општину по важећем Закону о територијалној организацији Републике Србије од 27. децембра 2007. године.

## Демографија
| Површина насеља и број становника насеља општине Клокот. |               |       |      |       |       |       |       |       |       |
| насеље                                                   | површина у ha | 1948. | 1953 | 1961. | 1971. | 1981. | 1991. | 2011. | 2024. |
| Врбовац                                                  | 330           | 667   | 745  | 758   | 813   | 883   | 775   | 278   | 290   |
| Грнчар                                                   | 570           | 374   | 447  | 456   | 516   | 523   | 477   | 240   | 304   |
| Клокот                                                   | 579           | 714   | 783  | 940   | 1117  | 1223  | 1197  | 1064  | 1459  |
| Могила                                                   | 857           | 1339  | 1477 | 1439  | 1514  | 1520  | 1523  | 974   | 988   |
| укупно Општина Клокот                                    | 2336          | 3094  | 3452 | 3593  | 3960  | 4149  | 3972  | 2556  | 2975  |

### Попис по националној припадности
| Етнички састав према попису из 2011.‍ | Етнички састав према попису из 2011.‍ | Етнички састав према попису из 2011.‍ | Етнички састав према попису из 2011.‍ | Етнички састав према попису из 2011.‍ |
| ------------------------------------ | ------------------------------------ | ------------------------------------ | ------------------------------------ | ------------------------------------ |
|                                      |                                      |                                      |                                      |                                      |
| Албанци                              | Албанци                              |                                      | 1.362                                | 53,28%                               |
| Срби*                                | Срби*                                |                                      | 1.177                                | 46,04%                               |
| Турци                                | Турци                                |                                      | 1                                    | 0,04%                                |
| Остали                               | Остали                               |                                      | 6                                    | 0,23%                                |
| Непознато                            | Непознато                            |                                      | 1                                    | 0,23%                                |

- Срби су делимично бојкотовали попис па тачан број није познат, али Срби чине већину у општини.